# Jacques Tardi
Jacques Tardi (Valence, 30 augustus 1946) is een Frans striptekenaar. Tardi wordt, samen met Moebius, beschouwd als de grootste vernieuwer van het moderne Europese literaire beeldverhaal. Veel van zijn verhalen zijn detectives of verhalen over de Eerste Wereldoorlog. Zijn tekenstijl wordt gekenmerkt door een combinatie van klare lijn, sterk expressieve karikaturale personages tegen een zwaarmoedig, nostalgisch fotografisch-realistisch decor.

## Levensloop

### Jeugd
Geboren in het Zuid-Franse gebied tussen Lyon en Marseille, tekent hij van kinds af aan. Op twaalfjarige leeftijd illustreert hij een avontuur van Sherlock Holmes. Zijn grootmoeder vertelt hem het ene gruwelijke verhaal na het andere over de Eerste Wereldoorlog, waarin zijn grootvader heeft gevochten. Het thema 'zinloosheid van oorlog' laat hem sindsdien niet meer los. Zijn vader was beroepsmilitair, bracht de Tweede Wereldoorlog in krijgsgevangenschap door en diende na de oorlog in het bezettingsleger in Duitsland.

### Studie
Tardi gaat vier jaar naar de Academie voor Schone Kunsten in Lyon, en vervolgens nog vier jaar École des Arts Décoratifs in Parijs achteraan. In 1968, op 22-jarige leeftijd, maakt hij met vriend Nicollet de strip Stranger in the night die door uitgeverij Losfeld wordt geweigerd. Tardi begint aan Een banale episode in de loopgravenoorlog, dat later zal uitmonden in Loopgravenoorlog. Het werk wordt geweigerd door het striptijdschrift Pilote om de gewelddadigheid en het antimilitaristische karakter ervan.

### Huwelijk
In 1983 trouwt met Tardi met de activistische singer-songwriter Dominique Grange. Later zullen zij adoptieouders worden van vier kinderen die in Chili zijn geboren.

## Stripverhalen

### De ijsdemon
Naast kort stripwerk verschijnt in oktober 1974 wat als het eerste meesterwerk van Tardi wordt beschouwd: De IJsdemon, waarschijnlijk gebaseerd op de legende rond het spookschip Octavius of de schoener Jenny. Het verhaal speelt zich af in 1889, wanneer een passagiersschip, de L'Anjou, de Barentszzee doorkruist en een noodlottige ontmoeting heeft met een vreemd spookschip, dat gestrand is op een grote ijsberg. Het schip wordt de IJsland schoener genoemd en wanneer de bemanning van de L'Anjou het spookschip betreedt vindt men de bemanning precies zo als die van de Octavius en de schoener Jenny. De kapitein is eveneens gezeten in zijn hut, terwijl hij met zijn bevroren vinger wijst naar een bepaald punt op zijn zeekaart (precies waar het schip zich dan bevindt). Direct hierna vliegt de L'Anjou, voor de ogen van de bemanning, in de lucht en is men aldus gestrand op het spookschip. Een andere inspiratiebron voor het verhaal is mogelijk de vreemde zaak van de Mary Celeste.
Tardi, die anderhalf jaar aan deze Jules Verneachtige strip werkte, waarschuwt hierin tegen het gevaar van chemische wapens. "Natuurlijk wil de mens dergelijke vernietigingswapens niet voor vernietigingsdoeleinden gebruiken, hahaha," schampert hij. De IJsdemon verschijnt in 1980 in Nederland bij uitgeverij Panda.

### Het ware verhaal van de onbekende soldaat
Al een paar maanden later verschijnt een nieuw werk: Het ware verhaal van de onbekende soldaat, over een stervende soldaat met een delier, dat weleens met Het behouden huis van W.F. Hermans wordt vergeleken .

### Eerste loopgravenverhalen
Niet veel later publiceert Tardi de tweede versie van Een banale episode in de loopgravenoorlog. Ditmaal verschijnt de strip, net zo gewelddadig en antimilitaristisch als de eerste versie van eind jaren zestig, een week lang in dagblad Libération.

### Isabelle Avondrood
De fantastische avonturen van Isabelle Avondrood is naast Loopgravenoorlog een van de bekendste werken van Tardi. Het eerste deel heet Isabelle en het monster (Adèle et la Bête), over een pterodactylus die 130 miljoen jaar na dato, in het Natuurhistorisch Museum te Parijs, uit z'n ei kruipt en dood en verderf zaait. De serie, met als hoogtepunt Maanzieke mummies in 1978, is Tardi op z'n best en verschijnt meteen ook in Nederland en België.

### Polonius
Los van de serie verschijnt in 1977 het album Polonius, dat voor Tardi's doen veel seks bevat.

### Samenwerkingen met Manchette
Tardi werkte verschillende keren samen met de Franse schrijver Manchette, wat resulteerde in hard-boiled detectives. Een eerste samenwerking was Griffu, in 1981 in Nederland verschenen bij Lotus. Nadien volgden Kleine west coast blues, De sluipschutter (2010) en Gek op moorden. In 2019 werden deze verhalen integraal uitgegeven door uitgeverij Scratch.

### Het besloten land
In 1979 publiceerde hij samen met Jean-Claude Forest de striproman Het besloten land, het verhaal van twee mannen die koortsachtig greep willen krijgen op hun toekomst en een vrouw die hun beider lot ongewild verbindt.

### Geïllustreerde versies van Celines romans
In de jaren tachtig illustreerde hij een luxueuze heruitgave van Reis naar het einde van de nacht van Céline. Deze editie werd ook in het Nederlands uitgebracht. Het boek bevat honderddertig houtskooltekeningen. Ook Kanonnenvoer en Dood op krediet werden later door Tardi geïllustreerd, maar verschenen niet in het Nederlands.

### Loopgravenoorlog
In 1993 verscheen De loopgravenoorlog als volledig album.

### Léo MaletsNestor Burma
Jacques Tardi brengt de dynamische privédetective Nestor Burma opnieuw tot leven in vijf stripbewerkingen naar politieromans van Léo Malet. Het is een mooie gelegenheid voor Tardi om Nestor Burma op onderzoek te sturen in Parijs tijdens de jaren vijftig. Zo vinden we Burma terug in het groezelige 13e arrondissement, tussen voddenrapers en het Leger des Heils, (Sluiers over de Pont de Tolbiac), maar ook aan het Canal Saint-Martin in het 10e arrondissement, bij verlopen zangeressen en louche talentenbureaus (Heb je me als lijk gezien?).
Deze vijf stripromans verschenen bij uitgeverij Casterman.
- Sluiers over de Pont de Tolbiac, (Casterman, 1982, Malet/Tardi )
- 120, Rue de la gare, 2-delig:
  - Glimmerik. (Casterman, 1988, Malet/Tardi )
  - Jo Eiffeltoren. (Casterman, 1988, Malet/Tardi )
- Een kater vol lood. (Casterman, 1990, Malet/Tardi )
- Oorlog op de achtbaan. (Casterman, 1996, Malet/Tardi )
- Heb je me als lijk gezien? (Casterman, 2001, Malet/Tardi )

De reeks werd met de figuren van Tardi verdergezet door Emmanuel Moynot en Nicolas Barral.
Dodelijke spelletjes is, net als de albums naar het werk van Léo Malet, wederom een bewerking van een detectiveroman, ditmaal Dodelijke spelletjes van Geo-Charles Veran.

### De stem van het volk
Een historische reeks over de opstand van de Commune, en hoe die werd neergeslagen. Met natuurlijk vleugjes romantiek, onmogelijke liefdes, en geweld dat even zinloos is als in zijn verhalen over de Eerste Wereldoorlog. Met andere woorden, het besloten land met de loopgravenoorlog.
Vier delen zijn verschenen bij Casterman:
- De kanonnen van 18 maart
- De vermoorde hoop
- Bloedige tijden
- Het testament van de ruïnes

## Strip top 150
In de strip top 150 van het stripinfoblad Zozolala werd De loopgravenoorlog door de inzendende lezers tot het beste album aller tijden verkozen.

### Stripverhalen
| Titel                                       | Serie                | Nummer | Schrijver / Naar ... (indien niet Jacques Tardi) | Eerste Nederlandstalige druk | Uitgeverij                |
| ------------------------------------------- | -------------------- | ------ | ------------------------------------------------ | ---------------------------- | ------------------------- |
| Isabelle en het monster                     | Isabelle Avondrood   | 1      |                                                  | 1976                         | Casterman                 |
| De demon van de Eiffeltoren                 | Isabelle Avondrood   | 2      |                                                  | 1976                         | Casterman                 |
| De waanzinnige geleerde                     | Isabelle Avondrood   | 3      |                                                  | 1977                         | Casterman                 |
| Maanzieke mummies                           | Isabelle Avondrood   | 4      |                                                  | 1978                         | Casterman                 |
| Vaarwel Morgendauw / Het gebroken geweertje |                      |        |                                                  | 1979                         | Casterman                 |
| Polonius                                    |                      |        | Philippe Picaret                                 | 1979                         | Yendor                    |
| De IJsdemon                                 |                      |        |                                                  | 1980                         | Panda                     |
| Het gedrocht en de guillotine               |                      |        |                                                  | 1980                         | Drukwerk                  |
| Het geheim van de Salamander                | Isabelle Avondrood   | 5      |                                                  | 1981                         | Casterman                 |
| Griffu                                      |                      |        | Jean-Patrick Manchette                           | 1981                         | Lotus                     |
| Het ware verhaal van de Onbekende Soldaat   |                      |        |                                                  | 1981                         | Drukwerk                  |
| Sluiers over de Pont de Tolbiac             | Nestor Burma         | 1      | Léo Malet                                        | 1982                         | Casterman                 |
| Het besloten land                           |                      |        | Jean-Claude Forest                               | 1983                         | Casterman                 |
| De kakkerlakkenkiller                       |                      |        | Benjamin Legrand                                 | 1984                         | Casterman                 |
| De tweekoppige drenkeling                   | Isabelle Avondrood   | 6      |                                                  | 1985                         | Casterman                 |
| 120, rue de la gare - Glimmerik             | Nestor Burma         | 2      | Léo Malet                                        | 1988                         | Casterman                 |
| 120, rue de la gare - Jo Eiffeltoren        | Nestor Burma         | 3      | Léo Malet                                        | 1988                         | Casterman                 |
| Een kater vol lood                          | Nestor Burma         |        | Léo Malet                                        | 1990                         | Casterman                 |
| Loopgravenoorlog 1914-1918                  |                      |        |                                                  | 1993                         | Casterman                 |
| Dodelijke spelletjes                        |                      |        | Geo-Charles Veran                                | 1993                         | Casterman                 |
| Allemaal monsters!                          | Isabelle Avondrood   | 7      |                                                  | 1994                         | Casterman                 |
| Oorlog op de achtbaan                       | Nestor Burma         | 4      | Léo Malet                                        | 1996                         | Casterman                 |
| De laatste der laatsten                     | Eugène Varlot        | 1      | Didier Daeninckx                                 | 1997                         | Casterman                 |
| Het geheim der diepten                      | Isabelle Avondrood   | 8      |                                                  | 1998                         | Casterman                 |
| Soldaat Varlot                              | Eugène Varlot        | 2      | Didier Daeninckx                                 | 1999                         | Oog & Blik                |
| Heb je me als lijk gezien?                  | Nestor Burma         | 5      | Léo Malet                                        | 2001                         | Casterman                 |
| De kanonnen van 18 maart                    | De stem van het volk | 1      | Jean Vautrin                                     | 2002                         | Casterman                 |
| De vermoorde hoop                           | De stem van het volk | 2      | Jean Vautrin                                     | 2002                         | Casterman                 |
| Bloedige tijden                             | De stem van het volk | 3      | Jean Vautrin                                     | 2003                         | Casterman                 |
| Het testament van de ruïnes                 | De stem van het volk | 4      | Jean Vautrin                                     | 2004                         | Casterman                 |
| Kleine West Coast Blues                     |                      |        | Jean-Patrick Manchette                           | 2005                         | Oog & Blik                |
| Het geheim van de wurger                    |                      |        | Pierre Siniac                                    | 2006                         | Casterman                 |
| Het helse labyrint                          | Isabelle Avondrood   | 9      |                                                  | 2007                         | Casterman                 |
| New York mi amor                            |                      |        | Dominique Grange, Benjamin Legrand               | 2009                         | Casterman                 |
| De grote slachting 1914-1919                |                      |        | Jean-Pierre Venray                               | 2010                         | Casterman                 |
| De sluipschutter                            |                      |        | Jean-Patrick Manchette                           | 2011                         | De Bezige Bij, Oog & Blik |
| Krijgsgevangene in Stalag IIB               | Ik René Tardi        | 1      |                                                  | 2012                         | Casterman                 |
| Gek op moorden                              |                      |        | Jean-Patrick Manchette                           | 2012                         | De Bezige Bij, Oog & Blik |
| Mijn terugkeer naar Frankrijk               | Ik René Tardi        | 2      |                                                  | 2015                         | Casterman                 |
| De laatste aanval                           |                      |        | Dominique Grange                                 | 2016                         | Casterman                 |
| Elise en de nieuwe partizanen               |                      |        | Dominique Grange                                 | 2022                         | Silvester                 |
| De baby van Buttes-Chaumont                 | Isabelle Avondrood   | 10     |                                                  | 2023                         | Casterman                 |
| Herrie in Ménilmontant!                     | Nestor Burma         |        | Léo Malet                                        | 2024                         | Casterman                 |

### Hoezen van lp's, singles en cd's
- 1848 La République de Pierre Dupont (1977)
- Expression – Pierre Devreux (1979)
- La chanson de Nestor Burma – Léo Malet – muziek: Gerard Dôle (1981)
- Hammam Palace – Dominique Grange (1981)
- Gueule Noire – Dominique Grange (1981)
- Fauteuil Piege – Bill Deraime (1983)
- Tout est permis, rien n'est possible – Bernard Lavilliers (1984)
- Le bal/la fleur du mal – Bernard Lavilliers (1984)
- Quintet tango  – Osvaldo Piro (1986)
- Et vogue le navire – Gianfranco Plenizio (voor een film van Fellini) (1988)
- Regards affliges sur la morne et pitouable existence de Benjamin Tremblay, personnage falot mais o combien attachant – Pigalle (1990)
- Dans la salle du bar tabac... – Pigalle (1990)
- Angele – Pigalle (1990)
- Uranus – Jean Claude Petit (1991)
- La grande guerre en chansons (14/18) – Collectif (1993)

### Prentenboeken
- Raamvertellingen, Oog & Blik
- Isabelle avondrood posteralbum, Casterman
- De reis van Alfons (Tardi-Leconte) Casterman reeks Wonderland

### Romans geïllustreerd door Tardi
- Reis naar het einde van de nacht, Uitgeverij Van Oorschot (Céline en Jacques Tardi)

### Biografieën over Tardi
- Tardi, een monografie, T. Groensteen, Magic Strip, Brussel 1980, heruitgave Loempia 1985
- Snoecks ‘95. Een biografie over Tardi door stripjournalist Pieter van Oudheusden.

## Invloed
Tardi’s invloed is in de Europese stripgeschiedenis voelbaar in zowel zijn verhalende capaciteiten als in zijn tekenwerk. Hij vormde met Hugo Pratt, Didier Comes, het duo Enki Bilal en Pierre Christin en Moebius (Jean Giraud) de pionierslinie voor de literaire striproman, waarbij de boeken veelal dikker dan de standaard 48 pagina’s waren en niet zelden slechts in zwart-wit gepubliceerd werden.
Als tekenaar valt hij op door zijn karakaturale personages in een fotografisch decor die sterk sfeerbepalend gekozen wordt. Deze stijl zien we prominent ook terug bij Vittorio Giardino’s Sam Pezzo, Pierre Wininger, Baru, Moynot, José Muñoz, en de Nederlandse auteur Yuri Landman.
De stripserie Professor Bell van Joann Sfar vertoont veel stijlovereenkomsten met het magisch-realistische fin de siècle in Tardi’s Isabelle Avondrood.

## Prijzen en eerbewijzen
- 1974 – Grand Prix Phénix
- 1985 – Grand Prix de la ville d'Angoulême, Frankrijk
- – Geridderd in de Orde van kunst en letteren, Frankrijk
- 1986 – Adamson Award, Zweden
- 2006 – genomineerd voor de Grand Prix Saint-Michel
- 2013 – Legioen van Eer, Frankrijk (geweigerd)[5]